# منطقة الأعمال المركزية سوديرمان

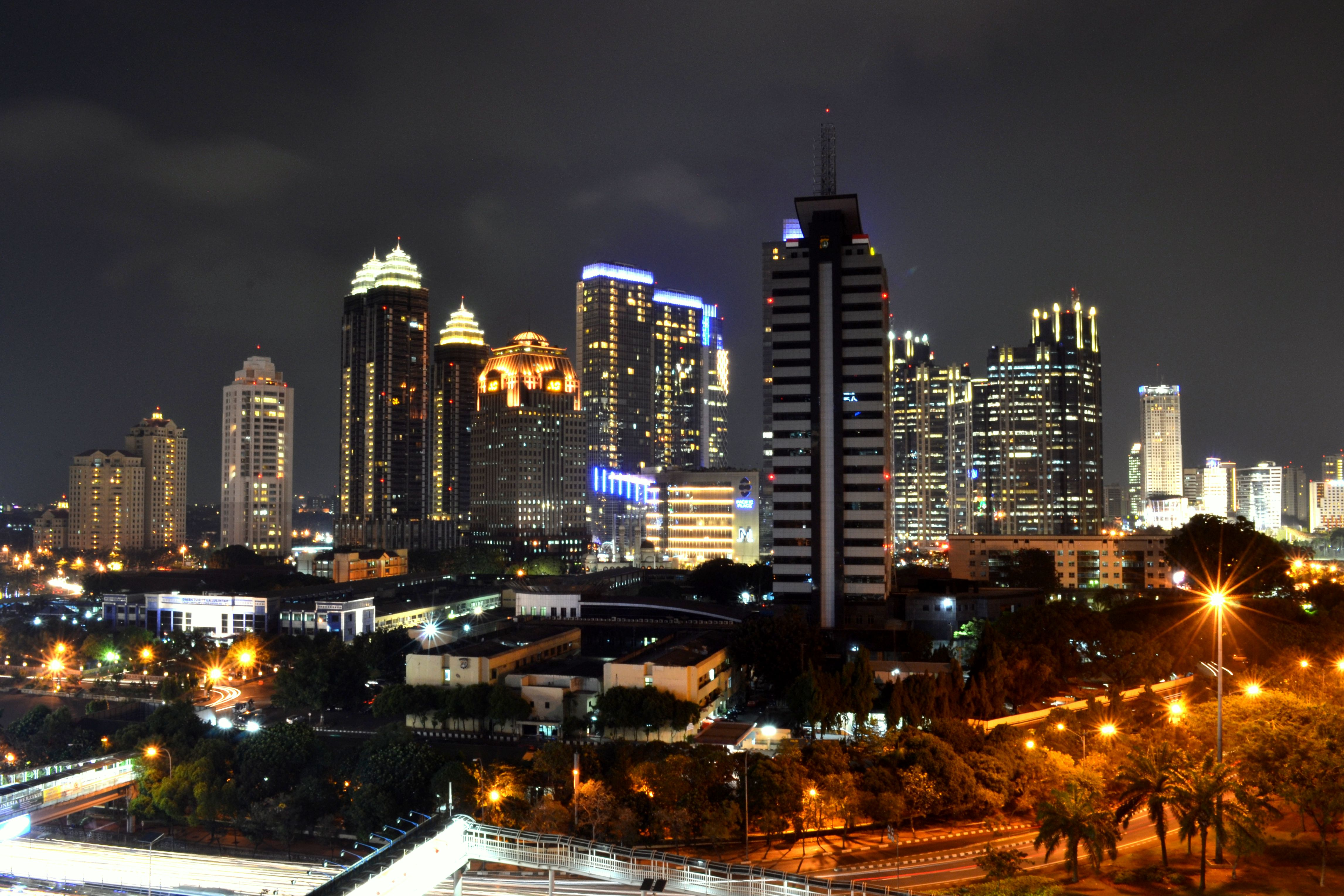
منظر ليلي للمنطقة

منطقة الأعمال المركزية سوديرمان هي منطقة تجارية ذات مفهوم تطوير متكامل متعدد الاستخدامات، وتقع في جنوب جاكرتا، إندونيسيا. تتألف من وحدات سكنية ومباني مكاتب وفنادق ومراكز تسوق وترفيه. تبلغ المساحة الإجمالية للمنطقة حوالي 45 هكتارًا، مقسمة إلى 25 قطعة. يتم استخدام حوالي 13 هكتارًا من المنطقة لتطوير شبكة الطرق وتنسيق الحدائق. تقع المنطقة داخل المثلث الذهبي بجاكرتا. هناك سبع نقاط دخول وخروج من المنطقة إلى طرق مختلفة في جاكرتا. ترتبط معظم مباني المكاتب في المنطقة بوصلات مشاة تحت الأرض.
اعتبارًا من مايو 2019، ثاني أطول مبنى في إندونيسيا هو برج تريسوري الذي يقع في المنطقة. برج جاكرتا سيجنيتشر الذي لا يزال قيد الإنشاء، بمجرد اكتماله سيكون خامس أطول مبنى في العالم، وهو يقع أيضًا في المنطقة.